# Benton County, Oregon
Benton County är ett administrativt område i delstaten Oregon, USA. År 2010 hade countyt 85 579 invånare. Den administrativa huvudorten (county seat) är Corvallis och omfattar kommunerna Corvallis, Philomath, Monroe och Alsea.

## Geografi
Enligt United States Census Bureau har countyt en total area på 1 759 km². 1 751 km² av den arean är land och 8 km² är vatten.

### Angränsande countyn
- Polk County, Oregon - nord
- Lincoln County, Oregon - väst
- Linn County, Oregon - öst
- Lane County, Oregon - syd